# Manzana dorada

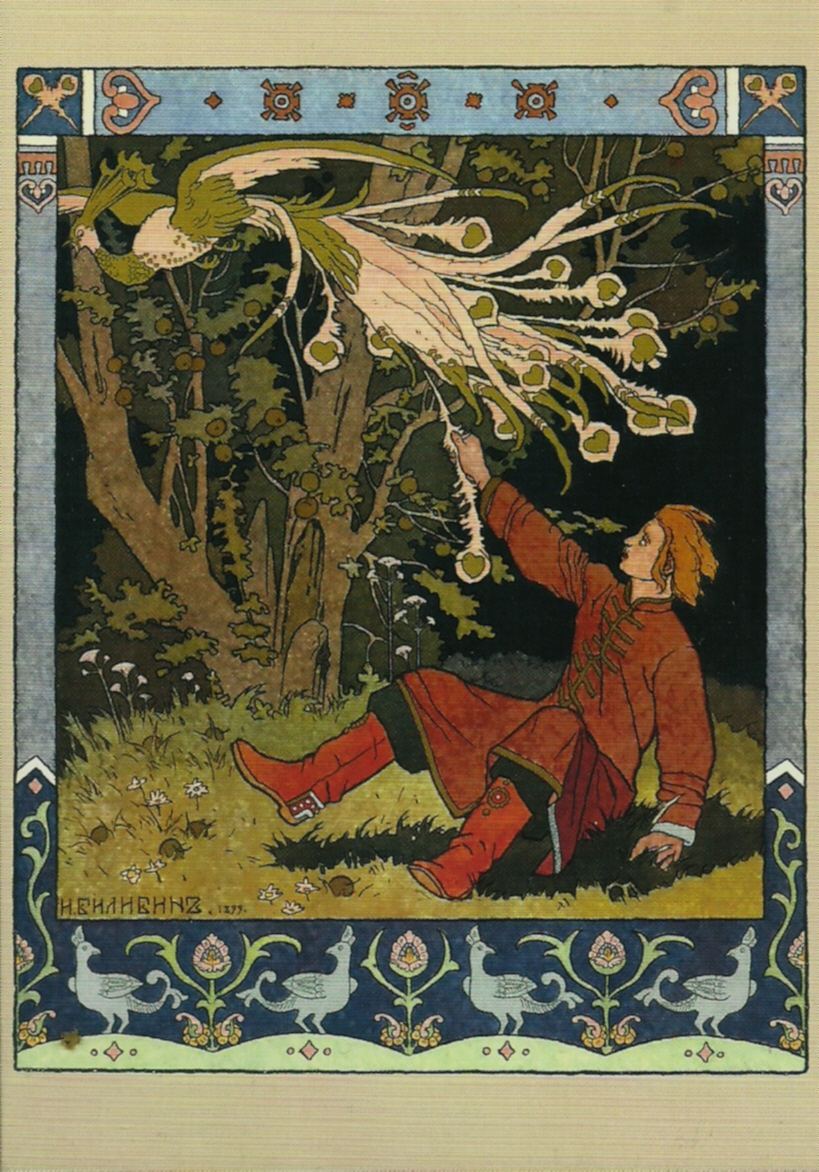
Óleo en lienzo de Iván Bilibin: El pájaro de fuego (Жар-птица). El zarévich Iván atrapa al pájaro de fuego cuando éste intenta robar las manzanas doradas. El pasaje pertenece a la historia El zarévich Iván, el pájaro de fuego y el lobo gris (Иван-царевич и Серый волк).

La manzana dorada es un elemento que aparece en las leyendas o cuentos de hadas de algunos países. Normalmente, un héroe (como Hércules o el príncipe azul en las leyendas occidentales) tiene que hacerse con las manzanas doradas escondidas o robadas por un personaje malvado como un zmeu, un Altom o un monstruo.

## Mitología griega

### Atalanta
Cuando la cazadora Atalanta había participado en la cacería del jabalí de Calidón y había recibido la piel como trofeo, su padre la reclamó y quiso que se casase. Aunque era una doncella muy hermosa, Atalanta no tenía especial interés en el matrimonio después de que un oráculo predijese que tendría mala suerte si se casaba. Para encontrarle marido, su padre hizo un trato con ella en virtud del cual se casaría con quien pudiese vencerle en una carrera a pie. Atalanta aceptó de buen grado, pues era capaz de correr muy rápidamente.
Derrotó a muchos pretendientes, hasta que uno logró convertirse en su marido gracias a la inteligencia y no a la velocidad. Hipómenes (también llamado Melanión) sabía que no podría vencer en una carrera limpia contra Atalanta, por lo que oró a Afrodita pidiéndole ayuda. La diosa le dio tres manzanas doradas (algunas versiones dicen que fueron membrillos) y le dijo que las dejase caer de una en una para distraer a Atalanta, pues seguro que ésta se detendría para recogerlas. Aunque le costó usar las tres manzanas y recurrir a toda su velocidad, Hipómenes logró la victoria, ganando la carrera y la mano de Atalanta.

### El Jardín de las Hespérides
El Jardín de las Hespérides era el huerto de Hera en occidente, donde (según la fuente) crecían en un solo árbol o una arboleda de manzanas doradas que otorgaban la inmortalidad. Como medida de protección adicional, Hera ubicó en este jardín un dragón de cien cabezas que nunca dormía llamado Ladón. El undécimo trabajo de Heracles fue robar las manzanas de este jardín.

### El Juicio de Paris
Zeus organizó un banquete para celebrar las bodas de Peleo y Tetis, pero dejó fuera de la lista de invitados a Eris, la diosa de la discordia, quien tras acudir a pesar de todo dejó caer una manzana dorada con la inscripción καλλίστῃ, ‘para la más bella’. Tres diosas reclamaron la manzana para sí: Hera, Atenea y Afrodita. Zeus decidió que Paris de Troya decidiese quién debía ser la legítima propietaria de la manzana. Cada una de las diosas ofreció a Paris un regalo: Hera le otorgaría el gobierno de toda Asia y ser el hombre más rico, Atenea la victoria de todos sus combates y Afrodita le prometió el amor de la mujer más bella del mundo: Helena. 
Paris eligió a Afrodita, que luego cumplió su palabra: Helena abandonaría a su marido, Menelao, y se desencadenaría la Guerra de Troya.

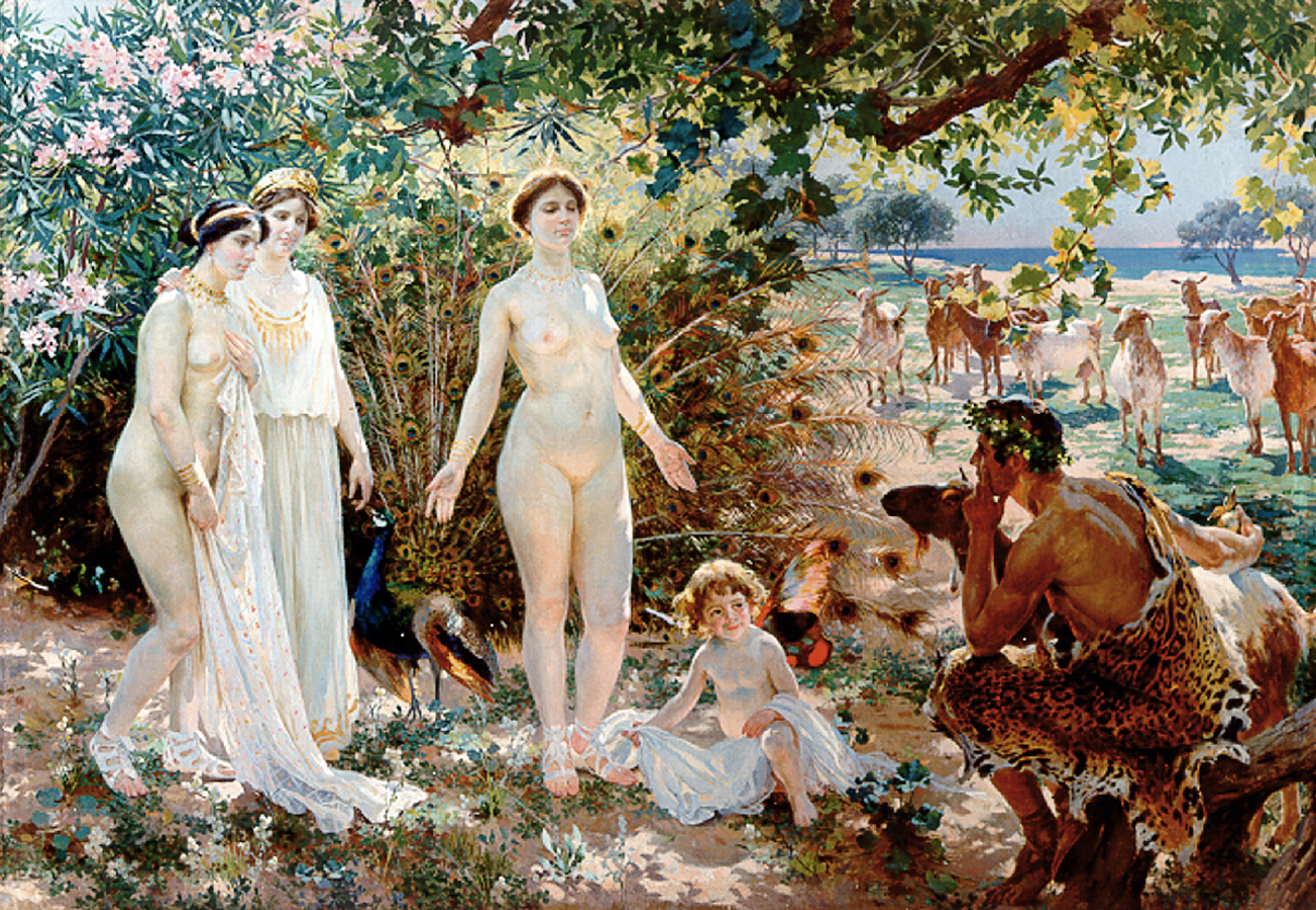
Óleo en lienzo de Enrique Simonet: El Juicio de Paris (1904). Paris sujeta la manzana dorada en la mano derecha mientras observa meditativo a las diosas.

## Mitología nórdica
En la mitología nórdica, las manzanas doradas conceden la inmortalidad a los dioses. Dichas manzanas son cultivadas por la diosa Iðunn.

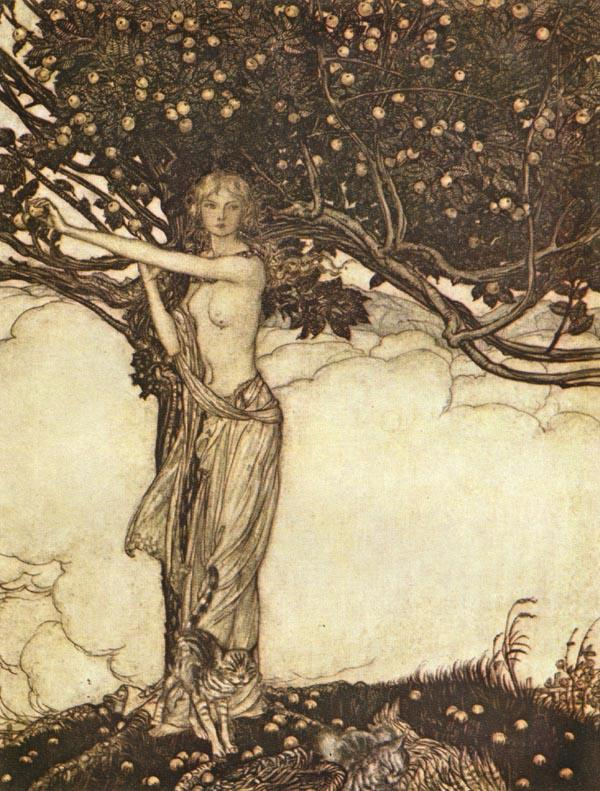
Ilustración de Arthur Rackham para El oro del Rin: Freya, acompañada de sus gatos, toma una manzana del árbol. La Freya de Wagner es una mezcla de las diosas Freyja e Iðunn.

Cierto día Loki, Odín y Thor paseaban por el campo cuando un águila (en realidad un gigante disfrazado) raptó a Loki y le hizo prometer que le daría a Iðunn para poder casarse con ella y disfrutar así también de la eterna juventud. Loki accedió y le dio a Iðunn. Los dioses no echaron en falta las manzanas al principio, pero luego empezaron a buscar dónde habían ido a parar Iðunn y sus manzanas. Loki confesó y se dispuso a traerla de vuelta, bajo pena de muerte. Lo consiguió tras un arriesgado vuelo, y los dioses se regocijaron al haber recuperado las manzanas.
Las manzanas doradas son un elemento importante en la ópera de Richard Wagner El oro del Rin (Das Rheingold), preludio de la tetralogía El anillo del nibelungo (Der Ring des Nibelungen). Tras construir el Valhalla para los dioses, los gigantes Fafner y Fasolt pidieron a Wotan que les diese a Freyja (llamada Freia en la obra), la diosa que cultivaba las manzanas de oro, como éste les había prometido. Cuando los gigantes se la llevaron, los dioses se volvieron súbitamente viejos y débiles, lo que convenció a Wotan para ir a Niflheim con Loge (Loki) para robar el anillo de Alberich y obtener así un sustituto de Freyja que complaciese a los gigantes.
Las manzanas doradas están relacionadas con un leitmotiv, cantado primero por Fafner cuando explica a su hermano Fasolt por qué deben alejar a Freyja de los dioses.

## Cuentos de hadas
Muchos cuentos de hadas europeos comienzan cuando las manzanas doradas son robadas a un rey, normalmente por un pájaro. Algunos de ellos son:
- El zarevich Iván, el pájaro de fuego y el lobo gris (Rusia);
- El pájaro dorado (Alemania);
- La sirenita (Alemania);
- El manzano de oro y las nueve pavas reales (Bulgaria);
- Prâslea y las manzanas de oro (Rumanía), donde el ladrón no es un pájaro sino un zmeu.

## Las manzanas doradas en otros idiomas
En muchos lenguajes, la palabra que significa «naranja» procede de la expresión «manzana dorada». Por ejemplo, en griego antiguo encontramos chrisomilia (χρυσομηλιά), donde chrysos [χρυσός] es "oro" y, melon [μήλον] es "manzana". Similarmente, en latín clásico "naranja" era pomum aurantium, lo que da lugar a Pomeranze en alemán, pomeranssi en finés, y pomeranets (померанец) en ruso, términos todos que significan "naranja agria o amarga". El vocablo hebreo moderno ("tapuz") tiene un origen similar, ya que deriva de tapuakh-zhav, literalmente "manzana oro". El término usado en castellano deriva por el contrario del vocablo  sánscrito, naranga ( नारंग , del tamil nari, "fragancia"), transmitido por los árabes y los persas. El mismo origen es compartido por otros idiomas: arancia en italiano, laranja en portugués, narandža (наранџа) en serbio. La palabra inglesa y francesa ("orange") comparte el mismo origen, si bien con influencia de la palabra or="oro".
En italiano, la palabra para «tomate» es pomodoro, de pomo d'oro, literalmente ‘manzana de oro’.